# Hydrophorus ferruginus
Hydrophorus ferruginus är en tvåvingeart som beskrevs av Hurley 1985. Hydrophorus ferruginus ingår i släktet Hydrophorus och familjen styltflugor. Inga underarter finns listade i Catalogue of Life.